# Fofão
Fofão foi um personagem fictício dos extintos programa de televisão infantis brasileiros Balão Mágico e TV Fofão. Era interpretado pelo ator e humorista Orival Pessini (1944–2016) e se tornou bastante popular entre as crianças brasileiras nos anos 1980, chegando a ter seu próprio programa, além de discos, bonecos e diversos produtos licenciados.

## História
O personagem Fofão era um alienígena com bochechas caídas de um cão São Bernardo, o nariz enrugado de um porco, o cabelo e as mãos peludas de urso, e um macacão largo que lembra um palhaço. Nascido no planeta fictício chamado "Fofolândia". Criado e interpretado por Orival Pessini, Fofão fez sua primeira aparição na TV em 1983, no programa matutino infantil Balão Mágico, da Rede Globo. Inicialmente ele não falava e apenas emitia sons que eram interpretados por Simony. Com o sucesso do personagem, que ganhava cada vez mais espaço no programa, Orival Pessini criou o boneco Fofinho, réplica em miniatura de Fofão.
Fofão fez tanto sucesso que, com o fim do programa global, em 1986, ganhou seu próprio programa diário, a TV Fofão, na Rede Bandeirantes, onde apresentava quadros humorísticos, músicas, sorteios e desenhos animados. Seu programa na Rede Bandeirantes ficou no ar por quase quatro anos, de 1986 a 1989. Em sua programação havia desenhos animados da Hanna-Barbera, musicais e quadros cômicos. O personagem foi ainda protagonista de um filme, o longa-metragem Fofão e a Nave sem Rumo, de 1989, com direção de Adriano Stuart.
O programa TV Fofão voltou a ser exibido pela Rede Bandeirantes entre 1994 e 1996. Em 1996, o programa teve uma rápida passagem pela TV Gazeta, quando esta, ainda mantinha parceria com a CNT.
Orival Pessini gerenciou a empresa Fofão Produtos e Merchandising, Ltda.. Com o sucesso do personagem, foram lançados vários discos e produtos com seu nome.
Em 2013, o personagem comemorou 30 anos de criação e realizou shows pelo Brasil, tendo cantado ao lado de Ivete Sangalo no Fortal, carnaval fora de época realizado em Fortaleza, e apresentações especiais ao lado do personagem Kiko do seriado El Chavo del Ocho, interpretado pelo ator Carlos Villagrán, onde promovem aos fãs o encontro dos personagens bochechudos.
Em 2014, Fofão (Orival Pessini) foi convidado pela escola Rosas de Ouro para desfilar na avenida, levando o tema "Inesquecível", que mostra as fases da vida de um ser humano desde a infância, até a terceira idade, relembrando personalidades que marcaram a vida de muita gente, e as homenageando.
Em 2015 foi lançado pela gravadora MCD o DVD #FofãoForever, produzido por Orival Pessini e dirigido por Saulo Ribas, com 10 novos clipes musicais de reinterpretações de canções que marcaram a trajetória do personagem. Os novos clipes são parte de um projeto maior, que pretende fazer um resgate do personagem para as crianças. Além disso, a discografia do personagem foi relançada no formato digital nas principais plataformas de streaming de áudio e vídeo.
No dia 14 de outubro de 2016, Orival Pessini, o criador do Fofão, faleceu em decorrência de um câncer no baço.

## Discografia

### Álbuns de estúdio
| Ano  | Álbum              | Gravadora      |
| ---- | ------------------ | -------------- |
| 1984 | Disco do Fofão     | RGE            |
| 1985 | Disco do Fofão 2   | RGE            |
| 1986 | Som & Fantasia     | 3M             |
| 1987 | Doce Caramelo      | 3M             |
| 1988 | Fofão              | RGE            |
| 1989 | Fofão              | RGE            |
| 1990 | Fofão              | RGE            |
| 1996 | TV Fofão           | RGE            |
| 1998 | O Coco do Coqueiro | Paulinas COMEP |

### Coletâneas
| Ano  | Álbum             | Gravadora |
| ---- | ----------------- | --------- |
| 1987 | O Melhor do Fofão | RGE       |

### Singles
| Ano  | Álbum               | Gravadora |
| ---- | ------------------- | --------- |
| 1985 | Guerra nas Estrelas | RGE       |
| 1985 | Mundo Novo          | RGE       |

## Videografia

### DVDs
| Ano  | DVD           | Gravadora |
| ---- | ------------- | --------- |
| 2015 | #FofãoForever | MCD       |

## Aparições

### Televisão
| Ano       | Programa                  | Emissora     |
| --------- | ------------------------- | ------------ |
| 1983-1986 | Balão Mágico              | Rede Globo   |
| 1986-1989 | TV Fofão                  | Bandeirantes |
| 1994-1996 | TV Fofão                  | Band         |
| 1996-1998 | TV Fofão                  | CNT/Gazeta   |
| 2008-2010 | Uma Escolinha muito Louca | Band         |
| 2011-2013 | Escolinha do Gugu         | RecordTV     |

### Filmes
| Ano  | Filme                   |
| ---- | ----------------------- |
| 1989 | Fofão e a Nave sem Rumo |

### Revista em quadrinhos
Entre 1987 e 1989, durante os primeiros anos do programa TV Fofão, foi publicada uma série de revistas em quadrinhos chamada "Fofão em Quadrinhos". A revista foi publicada pela editora Editora Abril e durou 24 edições. O personagem fez parte do projeto e as mídias contaram com a produção do estúdio Fofão Produtos e Merchandising Ltda. Orival Pessini assinava os textos do personagem em quadrinhos, e também fazia parte da diretoria de sua produtora ao lado de Álvaro Gomes.

### Desenho animado
Em junho de 2014 foi anunciado que uma série de desenho animado baseada no Fofão seria produzida. O projeto fazia parte do retorno do personagem as mídias contando com produção do estúdio Farofa Studios. No entanto, desde o ano do anúncio o projeto ficou engavetado no decorrer dos anos, em 7 de junho de 2023, a série foi anunciada como atração do bloco Playground do canal PlayTV.

## Legado

### Lenda urbana
Lendas urbanas envolvendo o boneco do personagem tornaram-se muito populares entre o público brasileiro durante os anos 80 e 90. A principal lenda alegava que o boneco possuía uma faca ou punhal escondidos dentro de seu interior, usados para rituais. O fato é que dentro do corpo do boneco possui uma estaca de plástico servindo como suporte para a cabeça do boneco.

### Carreta Furacão
Em 2016, Fofão voltou a ser notícia com Carreta Furacão, protagonizado por vários personagens não autorizados de franquias diversas ao redor do mundo. Junto de outras figuras lendárias como Popeye, Capitão América e Mickey Mouse, os artistas do movimento "Carreta Furacão" realizaram eventos em diversas cidades do Brasil, fazendo acrobacias e danças diversas enquanto acompanhavam um trem sob pneus movido a combustão. Fofão é considerado o líder do "Carreta Furacão" e impressiona mais que os demais personagens, devido às suas habilidades acrobáticas e ao seu estilo rítmico musical único. O personagem foi recriado como Fonfon, contudo, os herdeiros de Orival Pessini processaram por plágio. Em setembro de 2023, o juiz Thomaz Carvalhaes Ferreira, da 7ª Vara Cível de Ribeirão Preto, determinou ainda que a empresa F. de S. C. Dameto Eventos Turísticos, dona da Carreta Furacão, indenize Pedro Vassen Pessini, que é filho de Orival Pessini, em R$ 70 mil por danos morais. A multa em caso de desobediência é de R$ 2 mil por dia.